# Campeonato Mundial de Halterofilismo de 2023 - Até 61 kg masculino
A categoria até 61 kg masculino foi um evento do Campeonato Mundial de Halterofilismo de 2023, disputado em Riade, na Arábia Saudita, nos dias 4 a 6 de setembro de 2023.

## Calendário
Horário local (UTC+3)
| Dia           | Horário | Fase    |
| ------------- | ------- | ------- |
| 4 de setembro | 21:30   | Grupo D |
| 5 de setembro | 11:00   | Grupo C |
| 6 de setembro | 11:00   | Grupo B |
| 6 de setembro | 16:30   | Grupo A |

## Medalhistas
| Evento    | Ouro                 | Ouro   | Prata                 | Prata  | Bronze                  | Bronze |
| --------- | -------------------- | ------ | --------------------- | ------ | ----------------------- | ------ |
| Arranque  | Li Fabin (CHN)       | 141 kg | Sergio Massidda (ITA) | 137 kg | Shota Mishvelidze (GEO) | 136 kg |
| Arremesso | Hampton Morris (USA) | 168 kg | Li Fabin (CHN)        | 167 kg | Aniq Kasdan (MAS)       | 166 kg |
| Total     | Li Fabin (CHN)       | 308 kg | Sergio Massidda (ITA) | 302 kg | Ding Hongjie (CHN)      | 301 kg |

## Recordes
Antes desta competição, o recorde mundial da prova era o seguinte:
| Recorde         | Tipo      | Atleta         | Peso   | Local   | Data                   |
| Recorde Mundial | Arranque  | Li Fabin (CHN) | 145 kg | Pattaya | 19 de setembro de 2019 |
| Recorde Mundial | Arremesso | Li Fabin (CHN) | 175 kg | Bogotá  | 7 de dezembro de 2022  |
| Recorde Mundial | Total     | Li Fabin (CHN) | 318 kg | Pattaya | 19 de setembro de 2019 |

## Resultado
Os resultados foram os seguintes.
| Pos.              | Atleta                          | Grupo | Arranque (kg) | Arranque (kg) | Arranque (kg) | Arranque (kg)     | Arremesso (kg) | Arremesso (kg) | Arremesso (kg) | Arremesso (kg)    | Total |
| Pos.              | Atleta                          | Grupo | 1             | 2             | 3             | Resultado         | 1              | 2              | 3              | Resultado         | Total |
| ----------------- | ------------------------------- | ----- | ------------- | ------------- | ------------- | ----------------- | -------------- | -------------- | -------------- | ----------------- | ----- |
| Medalha de ouro   | Li Fabin (CHN)                  | A     | 137           | 141           | 146           | Medalha de ouro   | 167            | 167            | 169            | Medalha de prata  | 308   |
| Medalha de prata  | Sergio Massidda (ITA)           | A     | 135           | 137           | 139           | Medalha de prata  | 163            | 165            | 165            | 7                 | 302   |
| Medalha de bronze | Ding Hongjie (CHN)              | B     | 135           | 139           | 139           | 4                 | 166            | 171            | 171            | 4                 | 301   |
| 4                 | Shota Mishvelidze (GEO)         | A     | 132           | 136           | 136           | Medalha de bronze | 156            | 161            | 161            | 13                | 297   |
| 5                 | John Ceniza (PHI)               | B     | 128           | 131           | 133           | 8                 | 165            | 165            | 170            | 5                 | 296   |
| 6                 | Ivan Dimov (BUL)                | A     | 133           | 136           | 137           | 7                 | 152            | 160            | 164            | 14                | 293   |
| 7                 | Teerapat Chomchuen (THA)        | A     | 130           | 133           | 133           | 10                | 162            | 163            | 167            | 9                 | 293   |
| 8                 | Trịnh Văn Vinh (VIE)            | A     | 126           | 130           | 132           | 11                | 162            | 166            | 166            | 10                | 292   |
| 9                 | Aniq Kasdan (MAS)               | C     | 122           | 125           | 127           | 18                | 160            | 166            | 167            | Medalha de bronze | 291   |
| 10                | Arley Calderón (CUB)            | B     | 121           | 126           | 126           | 14                | 156            | 162            | 165            | 6                 | 291   |
| 11                | Aznil Bidin (MAS)               | D     | 125           | 125           | 129           | 12                | 155            | 161            | 163            | 11                | 290   |
| 12                | Nguyễn Trần Anh Tuấn (VIE)      | A     | 129           | 133           | 133           | 13                | 157            | 161            | 164            | 12                | 290   |
| 13                | Simon Brandhuber (GER)          | B     | 130           | 133           | 135           | 6                 | 149            | 154            | 157            | 20                | 287   |
| 14                | Adkhamjon Ergashev (UZB)        | A     | 126           | 130           | 130           | 15                | 157            | 160            | 160            | 15                | 286   |
| 15                | Gabriel Marinov (BUL)           | B     | 120           | 123           | 124           | 23                | 155            | 161            | 163            | 8                 | 283   |
| 16                | Shin Rok (KOR)                  | D     | 120           | 125           | 130           | 16                | 150            | 155            | 155            | 18                | 280   |
| 17                | Goderdzi Berdelidze (GEO)       | B     | 123           | 126           | 130           | 9                 | 150            | 156            | 156            | 26                | 280   |
| 18                | Kao Chan-hung (TPE)             | C     | 122           | 125           | 127           | 17                | 151            | 151            | 154            | 19                | 279   |
| 19                | Morea Baru (PNG)                | C     | 120           | 123           | 123           | 21                | 153            | 156            | 156            | 16                | 276   |
| 20                | Víctor Güémez (MEX)             | B     | 120           | 124           | 124           | 24                | 152            | 156            | 160            | 17                | 276   |
| 21                | Wilkeinner Lugo (VEN)           | B     | 120           | 124           | 124           | 20                | 150            | 154            | —              | 25                | 274   |
| 22                | Shubham Todkar (IND)            | D     | 115           | 115           | 119           | 25                | 145            | 150            | 155            | 24                | 269   |
| 23                | Luis Bardalez (PER)             | C     | 118           | 118           | 121           | 26                | 147            | 151            | 155            | 21                | 269   |
| 24                | Kaito Hirai (JPN)               | B     | 115           | 120           | 121           | 31                | 151            | 156            | 156            | 22                | 266   |
| 25                | Theerapong Silachai (THA)       | D     | 110           | 115           | 120           | 28                | 140            | 150            | —              | 23                | 265   |
| 26                | Daniel Lungu (MDA)              | C     | 120           | 124           | 126           | 19                | 140            | 144            | 144            | 30                | 264   |
| 27                | Seýitjan Mirzaýew (TKM)         | C     | 120           | 120           | 120           | 22                | 140            | 140            | 140            | 31                | 260   |
| 28                | Cosmin Isofache (ROU)           | C     | 115           | 118           | 118           | 30                | 145            | —              | —              | 27                | 260   |
| 29                | Youri Simard (CAN)              | D     | 110           | 115           | 115           | 29                | 143            | 143            | 143            | 28                | 258   |
| 30                | Víctor Garrido (ECU)            | C     | 113           | 118           | 118           | 32                | 142            | 147            | 147            | 29                | 255   |
| 31                | Ulaantsetsegiin Amarbayar (MGL) | D     | 110           | 110           | 115           | 33                | 130            | 135            | 135            | 32                | 240   |
| 32                | Hashem Al-Khadrawi (KSA)        | D     | 97            | 102           | 105           | 34                | 122            | 122            | 128            | 34                | 233   |
| 33                | Valentin Iancu (ROU)            | D     | 90            | 95            | 100           | 36                | 120            | 125            | 130            | 33                | 230   |
| 34                | Davis Niyoyita (UGA)            | D     | 95            | 100           | 100           | 37                | 120            | 125            | 127            | 35                | 222   |
| 35                | Mohammad Al-Sawagh (KUW)        | D     | 91            | 100           | 103           | 35                | 110            | 120            | 123            | 36                | 220   |
| 36                | Mohammed Al-Mulla (KUW)         | D     | 80            | 85            | 90            | 38                | 100            | 105            | —              | 37                | 190   |
| 37                | Joshua Amunga (KEN)             | D     | 75            | 80            | 85            | 39                | 90             | 97             | 98             | 38                | 178   |
| —                 | Ricko Saputra (INA)             | A     | 129           | 134           | 134           | 5                 | 160            | 167            | 167            | —                 | —     |
| —                 | Hampton Morris (USA)            | A     | 123           | 123           | 123           | —                 | 163            | 168            | 168 JWR        | Medalha de ouro   | —     |
| —                 | Henadz Laptseu (ANA)            | A     | 132           | 132           | 132           | —                 | —              | —              | —              | —                 | —     |
| —                 | Amine Bouhijbha (TUN)           | B     | 116           | 120           | 120           | 27                | 145            | 145            | 146            | —                 | —     |
| —                 | Elyas Al-Busaidi (OMA)          | B     | 118           | 118           | 120           | —                 | 152            | 152            | —              | —                 | —     |
| —                 | Brian Reisenauer (USA)          | C     | 113           | —             | —             | —                 | —              | —              | —              | —                 | —     |
| —                 | Mustafa Eliş (TUR)              | C     | —             | —             | —             | —                 | —              | —              | —              | —                 | —     |